# Máire Ní Chathasaigh
Máire Ní Chathasaigh [ˈmˠaːɾʲə nʲiː ˈxahəsˠəɟ], née en 1956, est une harpiste et chanteuse traditionnelle irlandaise.

## Biographie
Máire Ní Chathasaigh grandit dans une famille de musiciens à Bandon (comté de Cork). Ses dons de harpistes sont très tôt remarqués, au cours des compétitions auxquelles elle participe. Après des débuts à l'âge de onze ans, elle remporte le titre de championne All-Ireland Fleadh des moins de quatorze ans, puis des moins de dix-huit ans, et finalement le titre senior à trois reprises (1975, 1976 et 1977). Elle est la sœur de la violoniste Nollaig Casey.
Elle développe des techniques instrumentales d'ornementatin pour la musique à danser, pour un instrument qui se voyait jusque-là cantonné au rôle d'accompagnateur, ou à l'interprétation de ballades (slow airs).
Son album The New-Strung Harp, publié en 1985, est le premier à être entièrement consacré à la musique de danse irlandaise traditionnelle. Les innovations qu'elle apporte la rende célèbre dans l'univers de la musique celtique, et elle commence dès lors à dispenser des cours en Europe et aux États-Unis.
Elle enseigne pendant plus de quinze ans à Cúirt Chruitireachta, une école de Termonfeckin (en) (Comté de Louth), sous la tutelle de l'Irish Harp Society (Cairde na Cruite). Ses arrangements sont rassemblés en deux volumes (The Irish Harper, volumes 1 et 2), et elle est lauréate en études celtiques à l'University College Cork.
En 1989, elle enregistre The Living Wood, avec le guitariste Chris Newman, leur collaboration s'étend encore étendue depuis lors.
Elle travaille également avec le chœur du New College d'Oxford, et avec le New English Chamber Orchestra. Elle a également collaboré avec le groupe Dan Ar Braz.
En 2001, elle est consacrée Traditional Musician of the Year par la télévision irlandaise TG4.
Derek Bell, harpiste du groupe The Chieftains, la décrit comme « la harpiste la plus intéressante et la plus originale de la musique irlandaise d'aujourd'hui »,.

## Discographie
Soliste
- The New Strung Harp (1985) ;

Avec Chris Newman
- The Living Wood (1988) ;
- The Carolan Album Volume 1 (1991) ;
- Out Of Court (1991) ;
- The Carolan Album Volume 2 (1994) ;
- The Carolan Albums (1994) ;
- Live In The Highlands (1995) ;
- Fretwork (1998) ;
- Dialogues (2001) ;
- FireWire (2007).

Collaboration
- The 5th Irish Folk Festival (1978) ;
- The Tailor's Choice, de Joe Burke (1983) ;
- The Best Of The Irish Folk Festival (1988) ;
- Straight From The Shoulder, de Tom McConville (1988) ;
- The Best Of The Irish Folk Festival Volume 2 (1989) ;
- Lead The Knave, de Arty McGlynn et Nollaig Casey (1989) ;
- Cross The River, de Tom McConville (1990) ;
- Bringing It All Back Home (1991) ;
- Elemental, de Danny Thompson (1992) ;
- The New Irish Harmonica, de Brendan Power (1994) ;
- By Land And Sea, de Tom McConville et Pauline Cato (1996) ;
- Celtic Treasure (1996) ;
- The Northern Bridge, de Christy O'Leary (1997) ;
- L'Imaginaire Irlandais (1997) ;
- The Wannie Line, de Roddy Matthews (2002) ;
- Wheels within Wheels de Rory Gallagher (2003).